# Simon Khoury
Simon Michel Khoury (São Paulo, 25 de janeiro de 1936) é radialista, ator, produtor, diretor e jornalista brasileiro.

## Biografia
Começou a sua carreira de jornalista na Rádio Eldorado do Rio de Janeiro, onde trabalhou antes como discotecário e operador de áudio entre 1953 e 1956.
Radialista, jornalista, ator, produtor e diretor, membro da família fundadora da Rádio Eldorado e Rádio Imprensa, a primeira rádio FM do Brasil. Entre 1968 e 1977, foi diretor artístico e produtor da Rádio Jornal do Brasil, onde criou e produziu o inesquecível programa Noturno, que era transmitido diariamente às 11 da noite com apresentação de Eliakim Araújo. Terça-feira era o dia das entrevistas conduzidas por Khoury e que deram origem ao seu trabalho como biógrafo das grandes personalidades das artes brasileiras.
Na década de 1980, trabalhou também na Roquette-Pinto FM, como programador musical e entrevistador, e na Nacional FM, como diretor. Foi, por breve tempo, diretor da Radiobrás na década de 1990. Jornalista, participou de várias entrevistas no O Pasquim, entre elas com Chico Buarque e Mário Lago, e escreveu também para a Tribuna da Imprensa e o Jornal do Brasil. Produziu dezesseis discos, entre eles os de Vinícius de Moraes, Sebastião Tapajós, Chiquinho do Acordeon e o de Paulo Autran. 
Dirigiu dezesseis shows, entre os quais os de Zezé Motta, Roberto Menescal, Hermeto Paschoal, Ângela Ro Ro, Aracy de Almeida, Carlos Galhardo e Silvio Caldas. Ator, participou de doze peças teatrais, dez novelas na Rede Globo e de quatro filmes. Tem dezoito livros publicados sobre o teatro brasileiro, sendo os dez últimos amparados pela Lei Rouanet.
Como produtor musical e diretor de shows, trabalhou no Projeto Pixinguinha em 36 shows, dentre eles Cláudia, Hermeto Paschoal, Altamiro Carrilho, Zezé Motta, Ângela Ro-Ro, Luiz Eça, Sá e Guarabira, Sílvio Caldas e Orlando Silva.
Produziu e dirigiu a "Série Instrumental", com shows de Antonio Adolfo, Jacques Morelembaum, Sivuca, Sebastião Tapajós, entre outros.
Produziu a gravação de dez discos, entre eles os de Vinícius de Moraes, Galo Preto e Johnny Alf.
Produziu, dirigiu e apresentou o primeiro talk-show no Brasil, em 1973, entrevistando Mário Lago no Teatro Galeria.
Sua formação de ator foi feita entre 1955 e 1957, na Fundação Brasileira de Teatro, tendo sido aluno de Dulcina de Morais. Trabalhou em uma dezena de peças, ao lado de Paulo Autran, Tônia Carreiro e outros, tendo viajado por todo o Brasil e Portugal.
A partir das entrevistas no programa "Noturno", começou a entrevistar personalidades artísticas brasileiras, tendo realizado mais de seiscentas entrevistas com os maiores profissionais do Brasil na música e no teatro.
Essas entrevistas começaram a ser publicadas em livros em 1983, tendo sido então selecionadas quatorze que compunham os dois volumes do livro Atrás da Máscara, pela editora Civilização Brasileira. Ao todo foram publicados dezoito livros, sendo os dez últimos amparados pela Lei Rouanet sob o título de Bastidores—Série Teatro Brasileiro, contendo quarenta entrevistas com grandes atores e atrizes brasileiros.
Existe previsão de publicação de nova coleção da série sobre teatro brasileiro (mais 5 livros dos 10 novos títulos). Os novos exemplares reúnem o pitoresco, o humano e o didático através dos relatos de atores como Antônio Fagundes, Lucélia Santos, Ítalo Rossi, Ary Fontoura, Marlene, Ewerton de Castro, Sylvia Bandeira, Walderez de Barros, Bemvindo Sequeira, Rogéria, Nildo Parente, Stela Freitas, Juca de Oliveira, Tânia Alves, Francarlos Reis, Ney Latorraca, Maria Pompeu, Camila Amado, Ary Toledo e Louise Cardoso, todos amigos íntimos do autor.